# Rualena avila
Rualena avila là một loài nhện trong họ Agelenidae.
Loài này thuộc chi Rualena. Rualena avila được Ralph Vary Chamberlin & Wilton Ivie miêu tả năm 1942.